# جون ر. شابن
جون ر. شابن (بالإنجليزية: John R. Chapin)‏ هو فنان أمريكي، ولد في 1827، وتوفي في 1907.